# روزاليند أنتوني
روزاليند أنتوني (بالإنجليزية: Rosalind Cash)‏ هي ممثلة أمريكية، ولدت في 31 ديسمبر 1938 باتلانتيك سيتي في الولايات المتحدة، وتوفيت في 31 أكتوبر 1995 بلوس أنجلوس في الولايات المتحدة بسبب سرطان. من الجوائز التي نالتها عضوية قاعة مشاهير صناع السينما السود ‏ سنة 1993.

## أعمال

### مسلسلات
- المستشفى العام

## جوائز
- عضوية قاعة مشاهير صناع السينما السود [الإنجليزية]‏ (1993)

## وصلات خارجية
- روزاليند أنتوني على موقع IMDb (الإنجليزية)
- روزاليند أنتوني على موقع ألو سيني (الفرنسية)
- روزاليند أنتوني على موقع قاعدة بيانات برودواي على الإنترنت (الإنجليزية)
- روزاليند أنتوني على موقع إن إن دي بي (الإنجليزية)
- روزاليند أنتوني على موقع قاعدة بيانات الفيلم (الإنجليزية)